# Prepuž
Prepuž is een plaats in Slovenië en maakt deel uit van de gemeente Slovenska Bistrica in de NUTS-3-regio Podravska. De plaats telde 140 inwoners op 1 januari 2020.